# Grechwitz
Grechwitz ist ein zur Ortschaft Döben der Großen Kreisstadt Grimma gehöriges Dorf im Landkreis Leipzig in Sachsen. Es wurde am 1. Januar 1967 nach Döben eingemeindet, mit dem es am 1. Januar 1994 zur Stadt Grimma kam.

## Geographie

### Geographische Lage und Verkehr

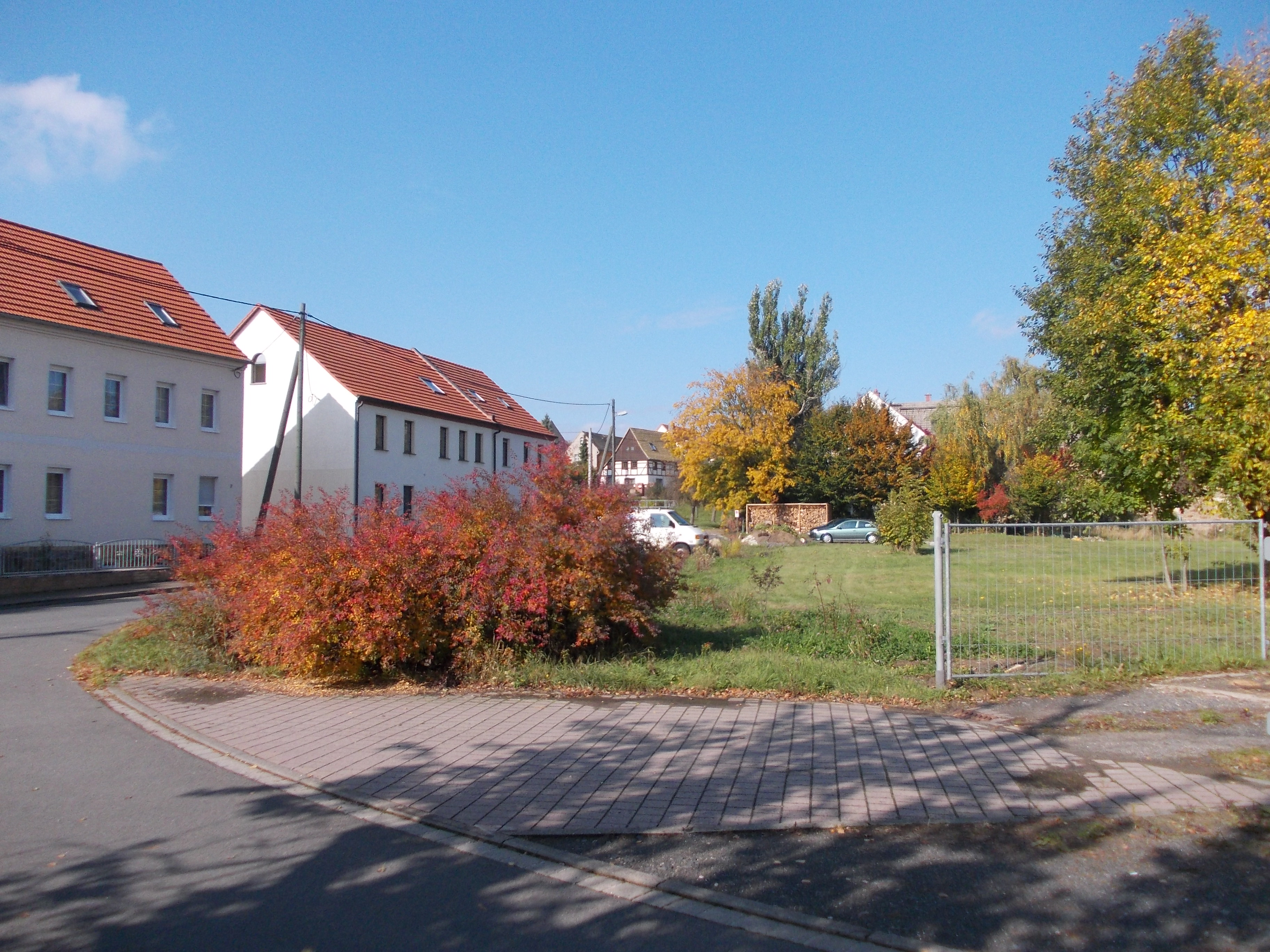
Grechwitzer Dorfanger

Grechwitz liegt etwa 3,5 Kilometer östlich von Grimma. Durch den Ort verläuft die Staatsstraße 38 Grimma–Oschatz.

### Nachbarorte
| Döben     |                                             | Golzern |
| Neunitz   | Kompassrose, die auf Nachbargemeinden zeigt | Bröhsen |
| Kaditzsch | Schkortitz                                  |         |

## Geschichte

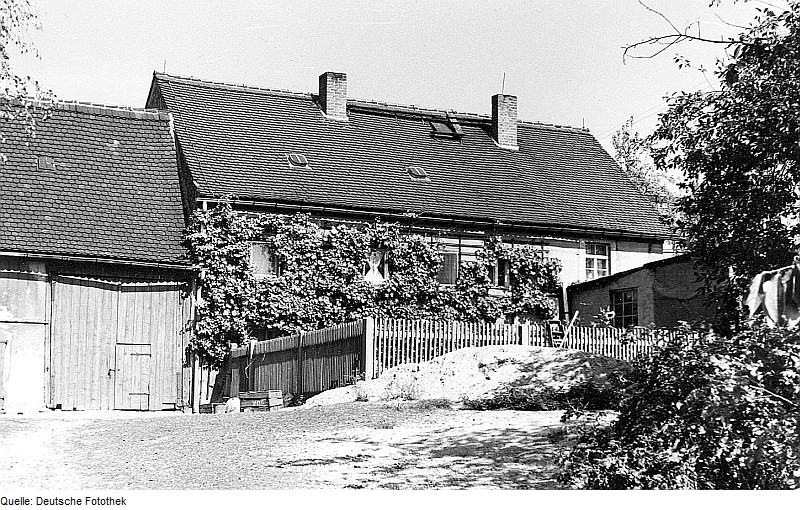
Ehemaliges Mühlenhaus in Grechwitz (1976)

Die erste belegte Ortsnamenform von Grechwitz datiert von 1350 in der heutigen Schreibweise. Grechwitz ist eine slawische Gründung. Der Rundweiler entstand direkt an einer alten Handelsstraße von Breslau über Oschatz und Grimma nach Leipzig. Für den Ort sind frühbronzezeitliche Siedlungsfunde belegt. Kirchlich ist Grechwitz seit jeher nach Döben eingepfarrt. Bezüglich der Grundherrschaft gehörte Grechwitz um 1551 zum Rittergut Döben und ab 1606 zum Rittergut Böhlen. August Schumann nennt 1816 im Staats-, Post- und Zeitungslexikon von Sachsen Grechwitz betreffend, dass Grechwitz 94 Einwohner und eine Fläche von 8 Hufen hatte. Bis 1856 gehörte Grechwitz zum kurfürstlich-sächsischen bzw. königlich-sächsischen Erbamt Grimma. Bei den im 19. Jahrhundert im Königreich Sachsen durchgeführten Verwaltungsreformen wurden die Ämter aufgelöst. Dadurch kam Grechwitz im Jahr 1856 unter die Verwaltung des Gerichtsamts Grimma und 1875 an die neu gegründete Amtshauptmannschaft Grimma.
Durch die zweite Kreisreform in der DDR im Jahr 1952 wurde die Gemeinde Grechwitz dem Kreis Grimma im Bezirk Leipzig angegliedert. Am 1. Januar 1967 erfolgte die Eingemeindung nach Döben. Als Teil der Gemeinde Döben kam Grechwitz im Jahr 1990 zum sächsischen Landkreis Grimma, der 1994 im Muldentalkreis bzw. 2008 im Landkreis Leipzig aufging. Seit der Eingemeindung von Döben nach Grimma am
1. Januar 1994 bildet Grechwitz einen von vier Ortsteilen der Ortschaft Döben der Stadt Grimma.
Am Anfang des 20. Jahrhunderts existierte ein Turnverein in Grechwitz, eine Freiwillige Feuerwehr existierte bis ins 21. Jahrhundert.

### Entwicklung der Einwohnerzahl
| Jahr    | Einwohnerzahl                                           |
| ------- | ------------------------------------------------------- |
| 1548/51 | 14 besessene Mann, 1 Häusler, 13 Inwohner, 19 1⁄2 Hufen |
| 1764    | 14 besessene Mann, 4 Häusler, 8 Hufen                   |
| 1834    | 171                                                     |
| 1871    | 329                                                     |

| Jahr | Einwohnerzahl |
| ---- | ------------- |
| 1890 | 365           |
| 1910 | 423           |
| 1925 | 368           |
| 1939 | 387           |

| Jahr | Einwohnerzahl |
| ---- | ------------- |
| 1946 | 430           |
| 1950 | 487           |
| 1964 | 399           |

## Söhne und Töchter des Ortes
- Erik Schumann (1925–2007), Schauspieler und Synchronsprecher
- Gert Wohllebe (* 1931), SED-Politiker, Generaldirektor